# Micro-région de Derecske–Létavértes
La micro-région de Derecske–Létavértes (en hongrois : Derecske–Létavértesi kistérség) est une micro-région statistique hongroise rassemblant plusieurs localités autour de Derecske.